# مستعر أعظم 1987 إيه

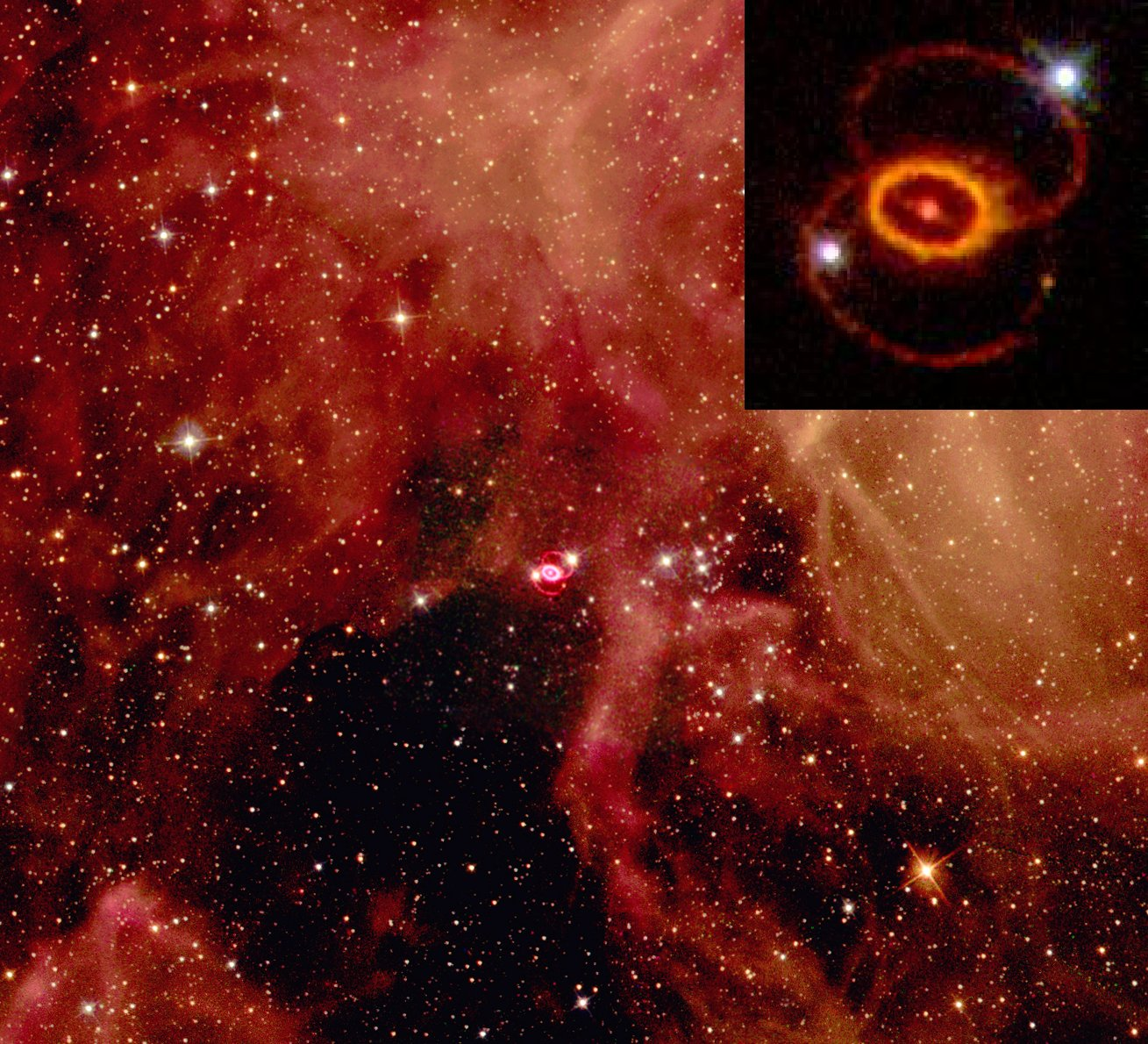
أنظر وسط الصورة.

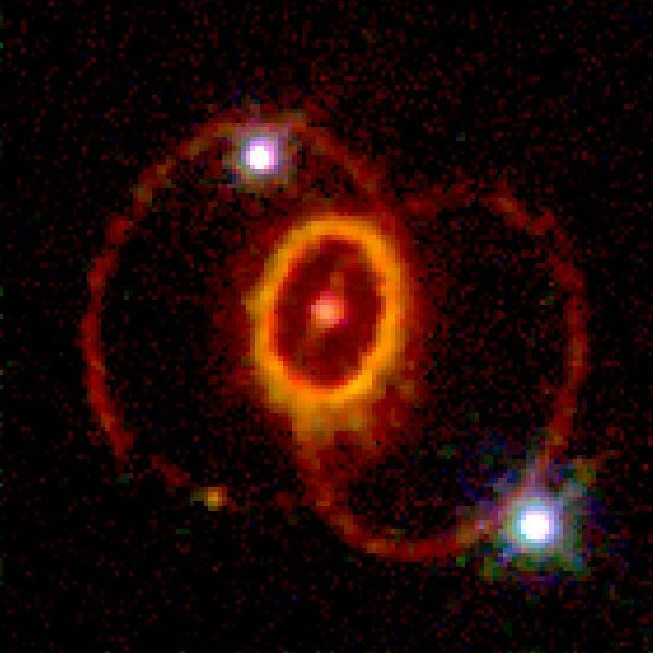
بقايا المستعر الأعظم 1987A

المستعر الأعظم 1987 إيه  (بالإنجليزية:Supernova 1987 A أو SN 1987 A) هو مستعر أعظم شوهد بالقرب من مجرتنا يوم 24 فبراير 1987 واستطاع علماء الفلك تسجيله ومتابعته بالتفصيل.
وهذا المستعر الأعظم هو أول مستعر قريب نشاهده من الأرض منذ عام 1604 م أ 1604 ويحدث في سحابة ماجلان الكبرى. وتبعد سحابة مجلان الكبرى عنا 157.000 سنة ضوئية. وهذا يعني أن المستعر الأعظم 1987 أي قد حدث فعلا قبل أن نراه ب 157000 سنة، واستغرق الضوء هذا الزمن حتى يصل إلى الأرض. ونحن نعرف أن سرعة الضوء تبلغ 300.000 كيلومتر في الثانية.

صور متتابعة التقطها تلسكوب هابل الفضائي خلال السنوات 1994 - 2003، وهي تبين اصطدام بقايا انفجار المستعر 1987 أي بحلقة من المادة المكثفة صدرت عن مستعر حدث قبله بنحو 20.000 سنة.

## النجم المنفجر
نتج المستعر الأعظم 1987 أي  عن انفجار نجم أزرق اكتشفه من قبل العالم الفلكي ساندوليك ، وسمي على اسمه Sanduleak -69° 202 وهو نجم كان أكبر من الشمس 17 مرة، وانتهى عمر هذا النجم كنجم أزرق عملاق، ويقدر عمره وقت الانفجار بنحو 20 مليون سنة فقط. وخلال تلك الفترة الوجيزة نسبيا استهلك النجم كل وقوده. بالمقارنة بشمسنا التي يبلغ عمرها حتي الآن 5 مليارات سنة فإن النجم الأزرق استهلك وقوده بسرعة كبيرة.
ويُعتقد أن انفجار النجم Sk -69 202 قد نتج عنه نجم نيوتروني، ولا توجد أي أدلة على كونه قد أصبح نباضا. كما أن احتمال تحوله إلى ثقب أسود ضعيف بدلا من أن يكون قد تحول إلى نجم نيوتروني.

## إصدار النيوترينو
قبل مشاهدة الانفجار على الأرض بثلاثة ساعات سجلت عدادات النيوترينو وصول فيض النيوترينو إلينا. وكان ذلك هو أول قياس للنيوترينو الناشئ عن مستعر أعظم، وأيد ذلك نموذج النظرية التي تقول أن المستعر يصاحبه إصدار النيوترينوات. وبسبب أن العدادات الموجودة لم تكن ذات حساسية كافية، فلم يُسجل العدد المتوقع من النيوترينوات القادمة. سجلت تجربة سوبر كاميوكاندي ب اليابان 11 نيوترينو، وسجلت تجربة بروكهافن  8 نيوترينوات، وسجل عداد مونتبلانك بفرنسا 5، وسجل العداد السوفييتي باكسان 5 نيوترينوات.
تلك هي التسجيلات الوحيدة للنيوترينوات التي قامت بها مراكز البحوث المختلفة حول العالم، والتي تدل على إصدار النيوترينوات أثناء حدوث المستعر الأعظم، ثم تبعته الرؤية بالتلسكوبات بعدها بساعات.

## اقرأ أيضا
- SN 2016aps

```
*
ذات الكرسي A
 بقايا مستعر أعظم
```

- انفجار أشعة غاما 970508
- مستعر أعظم SN 2016gkg
- م أ 1604
- تجربة سوبر كاميوكاندي
- بقايا مستعر أعظم
- مستعر
- نجم نيوتروني
- نباض
- مصير الكون
- تجربة بوميرانج
- مسبار ويلكينسون لقياس اختلاف الموجات الراديوية
- انفجار أشعة غاما 080319ب
- انفجار أشعة غاما 090423
- مجرتي الفئران

## وصلات خارجية
- Picture of Supernova 1987A
- More information on the discovery of SN 1987A
- Rochester Astronomy discovery timeline
- Light echoes from Sn1987a, Movie with real images by the group EROS2
- Animation of light echoes from SN1987A
- Supernova 1987A, by Richard McCray[وصلة مكسورة] (astrophysicist, University of Colorado at Boulder)
- SN 1987A at ESA/Hubble
- Supernova 1987A, WIKISKY.ORG